# Makkaranselkä
Makkaranselkä är en del av sjön Vanajavesi i Finland. Den ligger i Toijala i landskapet Birkaland, i den södra delen av landet, 130 km norr om huvudstaden Helsingfors. Makkaranselkä ligger 73 meter över havet.